# Korfos
Korfos (en griego, Κόρφος) es un pueblo de Corintia (Grecia) situado junto al golfo Sarónico. Administrativamente pertenece al municipio de Corinto y a la unidad municipal de Soligia. En el año 2011 contaba con una población de 338 habitantes.

## Arqueología
Cerca de este pueblo, a unos 2,5 km, se encuentra el yacimiento arqueológico de Kalamianós (en griego, Καλαμιανός), que fue descubierto en 2001 y ha sido investigado desde 2007 por la Escuela Estadounidense de Estudios Clásicos y el Instituto Canadiense de Atenas.
En él se han encontrado los restos de un asentamiento importante del periodo Heládico Tardío IIIB, es decir, la época micénica. Se han hallado restos de múltiples edificios, de los que la mayoría pertenecen a dos tipos principales: edificios pequeños de cuatro habitaciones y edificios de complejos habitacionales más grandes, aunque ninguno llega a tener características de un megaron o palacio. Se han encontrado también restos de dos muros de circunvalación. Se estima que aquí se hallaba el principal puerto micénico del golfo Sarónico. 